# Amtsgericht Regen
Das Amtsgericht Regen war ein von 1879 bis 1973 bestehendes bayerisches Gericht der ordentlichen Gerichtsbarkeit mit Sitz in der Stadt Regen.

## Geschichte
Mit Inkrafttreten des Gerichtsverfassungsgesetzes am 1. Oktober 1879 wurde ein Amtsgericht zu Regen gebildet, dessen Sprengel identisch mit dem vorherigen Landgerichtsbezirk Regen war und demzufolge aus den Gemeinden Abtschlag, Bärndorf, Bärnzell, Bayerisch Eisenstein, Bischofsmais, Bodenmais, Brandten, Eggenried, Ellerbach, Frauenau, Habischried, Hochdorf, Kasberg, Kirchberg im Wald, Kirchdorf im Wald, Klautzenbach, Langdorf, Lindberg, March, Oberneumais, Rabenstein, Raindorf, Regen, Rinchnach, Rinchnachmündt, Schlag, Zell und Zwiesel bestand. Übergeordnete Instanz war das Landgericht Deggendorf.
Durch Inkrafttreten des Gesetzes über die Organisation der ordentlichen Gerichte im Freistaat Bayern (GerOrgG) am 1. Juli 1973 wurde das Amtsgericht Regen aufgehoben und in den Bezirk des Amtsgerichts Viechtach eingegliedert.

## Gerichtsgebäude
Das Amtsgericht befand sich in einem dreigeschossigen nachklassizistischen Walmdachbau mit Putzgliederung, der 1875/76 erbaut worden war, an der Amtsgerichtstraße 4. In dem denkmalgeschützten Gebäude ist derzeit die örtliche Polizeidienststelle untergebracht.